# Cindy Billaud
Pour les articles homonymes, voir Billaud.
Cindy Billaud (née le 11 mars 1986 à Nogent-sur-Marne) est une athlète française spécialiste du 100 mètres haies, vice-championne d'Europe en 2014 à Zurich.

## Biographie
Elle se révèle en 2005 en devenant championne de France junior du 60 m haies (en salle) et du 100 m haies (plein air). Elle participe cette même année aux championnats d'Europe juniors de Kaunas, en Lituanie, et se classe troisième de l'épreuve du 100 m haies derrière la Belge Eline Berings et la Norvégienne Christina Vukicevic.
Championne de France espoir du 100 m haies en 2008, elle descend pour la première fois de sa carrière sous les 13 secondes en établissant le temps de 12 s 99 le 15 juin 2008 à Sotteville-lès-Rouen. En 2009, elle se classe septième des championnats d'Europe en salle de Turin avec le temps de 8 s 19.  et obtient par ailleurs son premier titre national senior, sur 60 m haies. Sélectionnée en août 2009 pour les Championnats du monde de Berlin, elle est éliminée au stade des demi-finales.
En juillet 2011, elle porte son record personnel à 12 s 93 à l'occasion du meeting LIFA de Paris. La même année, elle se fait éliminer en série des Championnats du monde à Daegu avec un temps de 13 s 50. 

### 2013: éclosion
Le 13 juillet 2013, elle remporte les championnats de France, au Stade Charlety de Paris, en portant tout d'abord son record personnel à 12 s 75 (+ 0,7 m/s) en demi-finale, puis en établissant la marque de 12 s 59 en finale (+ 1,1 m/s), échouant à trois centièmes seulement du record national de Monique Éwanjé-Épée.

### 2014: record de France et vice-championne d'Europe
Le 18 janvier 2014, elle passe pour la première fois sous les 8 secondes sur 60 m haies en salle, au meeting de Nantes, avec un temps de 7 s 96, se qualifiant ainsi pour les Championnats du monde en salle. Lors de ces Mondiaux en salle, Cindy Billaud établit dès les séries un record personnel en 7 s 87. En finale, elle échoue au pied du podium (7 s 89) derrière Nia Ali (7 s 80), Sally Pearson (7 s 85) et Tiffany Porter (7 s 86).
Le 12 juillet 2014, lors des séries des Championnats de France à Reims, Billaud égale le record de France en 12 s 56 de Monique Éwanjé-Épée datant de 1990. Ce record ne sera amélioré qu'en 2024 par Cyréna Samba-Mayela avec le temps de 12 s 55.
En août suivant, la Française devient vice-championne d'Europe derrière la britannique Tiffany Porter (12 s 76) en 12 s 79.

### 2016: retour
Initialement non prévue pour la saison en salle 2016, Cindy Billaud participe tout de même au Meeting Femina du Val d'Oise d'Eaubonne qu'elle remporte en 8 s 04. Elle est ensuite sacrée championne de France le 27 février en 8 s 07, devant Sandra Gomis (8 s 12) et Aïsseta Diawara (8 s 15).
Elle se classe le 7 juin 4e du Meeting de Montreuil en 12 s 86,. Le 25 juin, elle devient à nouveau championne de France en 12 s 83, minimas pour les Jeux olympiques de Rio. Diminuée par un blocage au dos après les demi-finales, Cindy Billaud prend la 7e place de la finale des Championnats d'Europe d'Amsterdam en 13 s 29. Elle est éliminée en demi-dinales du 110 mètres haies aux Jeux de Rio.

### Fin de carrière
L'année 2017 est synonyme d'année blanche pour Cindy Billaud, qui annonce être enceinte en février.
Après trois années sans grandes compétitions internationales, elle met un terme à sa carrière le 18 juillet 2020.

## Vie privée
Elle s'entraîne depuis 2008 avec Thomas Martinot-Lagarde avec qui elle est en couple. Ils attendent un enfant pour l'été 2017. Leur fille est née le 23 juillet 2017.
De 2003 à 2012, elle partage sa vie avec son entraîneur Giscard Samba. Le 3 avril 2018, elle témoigne dans l'Affaire Samba, où celui-ci est accusé de viol et de harcèlement. Cindy Billaud évoque « 14 années d'humiliations et de contraintes », qu'il « détruit les gens ».

## Palmarès

### International
| Date | Compétition                       | Lieu             | Résultat | Épreuve     | Temps   |
| ---- | --------------------------------- | ---------------- | -------- | ----------- | ------- |
| 2005 | Championnats d'Europe juniors     | Kaunas           | 3e       | 100 m haies | 13 s 65 |
| 2009 | Championnats d'Europe en salle    | Turin            | 7e       | 60 m haies  | 8 s 19  |
| 2013 | Championnats du monde             | Moscou           | 7e       | 100 m haies | 12 s 78 |
| 2013 | DécaNation                        | Valence          | 1re      | 100 m haies | 12 s 85 |
| 2013 | Ligue de diamant                  | Ligue de diamant | 5e       | 100 m haies | détails |
| 2014 | Championnats du monde en salle    | Sopot            | 4e       | 60 m haies  | 7 s 89  |
| 2014 | Championnats d'Europe par équipes | Brunswick        | 1re      | 100 m haies | 12 s 66 |
| 2014 | Championnats d'Europe             | Zurich           | 2e       | 100 m haies | 12 s 79 |
| 2014 | DécaNation                        | Angers           | 2e       | 100 m haies | 12 s 77 |
| 2015 | Championnats d'Europe par équipes | Tcheboksary      | 5e       | 100 m haies | 13 s 06 |
| 2016 | Championnats d'Europe             | Amsterdam        | 7e       | 100 m haies | 13 s 29 |
| 2016 | DécaNation                        | Marseille        | 3e       | 100 m haies | 13 s 18 |

### National
| Année | Compétition                     | Lieu              | Épreuve     | Place | Temps   |
| ----- | ------------------------------- | ----------------- | ----------- | ----- | ------- |
| 2009  | Championnats de France en salle | Aubière           | 60 m haies  | 1re   | 8 s 14  |
| 2011  | Championnats de France          | Albi              | 100 m haies | 2e    | 13 s 05 |
| 2013  | Championnats de France          | Paris             | 100 m haies | 1re   | 12 s 59 |
| 2013  | Championnats de France en salle | Aubière           | 60 m haies  | 3e    | 8 s 07  |
| 2014  | Championnats de France          | Reims             | 100 m haies | 1re   | 12 s 58 |
| 2014  | Championnats de France en salle | Bordeaux          | 60 m haies  | 1re   | 7 s 93  |
| 2015  | Championnats de France          | Villeneuve-d'Ascq | 100 m haies | 1re   | 12 s 89 |
| 2016  | Championnats de France          | Angers            | 100 m haies | 1re   | 12 s 83 |
| 2016  | Championnats de France en salle | Aubière           | 60 m haies  | 1re   | 8 s 07  |
| 2019  | Championnats de France en salle | Miramas           | 60 m haies  | 3e    | 8 s 22  |

## Records
| Épreuve     | Performance  | Lieu  | Date            |
| ----------- | ------------ | ----- | --------------- |
| 60 m haies  | 7 s 87       | Sopot | 7 mars 2014     |
| 100 m haies | 12 s 56 (NR) | Reims | 12 juillet 2014 |